# Gunnevi Nordman
Gunnevi Nordman, född 1935, är en åländsk politiker. Hon är dotter till Evald Häggblom och Elna Häggblom.
Nordman var medlem av Ålands lagting 1988–1995, första vicetalman 1991–1995 och Ålands första kvinnliga vicelantråd 1984–1988.  